# Jan Frodeno
Jan Frodeno (Colonia, 18 de agosto de 1981) es un deportista alemán que compitió en triatlón. Su esposa, Emma Snowsill, compitió en el mismo deporte.
Participó en dos Juegos Olímpicos de Verano, obteniendo la medalla de oro en Pekín 2008 y el sexto lugar en Londres 2012.
Ganó una medalla de plata en el Campeonato Mundial por Relevos de 2006, una medalla de oro en el Campeonato Mundial de Triatlón por Relevos Mixtos de 2013 y una medalla de plata en el Campeonato Europeo de Triatlón de 2007.
En Ironman obtuvo cuatro medallas en el Campeonato Mundial entre los años 2014 y 2019, y cuatro medallas en el Campeonato Europeo entre los años 2014 y 2019. En Ironman 70.3 consiguió tres medallas en el Campeonato Mundial entre los años 2014 y 2018, y una medalla de plata en el Campeonato Europeo de 2013.
En 2016 recibió el Premio Laureus al «Mejor deportista de acción del año».

## Palmarés internacional
| Juegos Olímpicos                      | Juegos Olímpicos       | Juegos Olímpicos | Juegos Olímpicos |
| Año                                   | Lugar                  | Medalla          | Prueba           |
| ------------------------------------- | ---------------------- | ---------------- | ---------------- |
| 2008                                  | Pekín (China)          | Medalla de oro   | Individual       |
| Campeonato Mundial por Relevos        |                        |                  |                  |
| Año                                   | Lugar                  | Medalla          | Prueba           |
| 2006                                  | Cancún (México)        | Medalla de plata | Relevos          |
| Campeonato Mundial por Relevos Mixtos |                        |                  |                  |
| Año                                   | Lugar                  | Medalla          | Prueba           |
| 2013                                  | Hamburgo (Alemania)    | Medalla de oro   | Relevo mixto     |
| Campeonato Europeo                    |                        |                  |                  |
| Año                                   | Lugar                  | Medalla          | Prueba           |
| 2007                                  | Copenhague (Dinamarca) | Medalla de plata | Individual       |

| Campeonato Mundial | Campeonato Mundial     | Campeonato Mundial | Campeonato Mundial |
| Año                | Lugar                  | Medalla            | Prueba             |
| ------------------ | ---------------------- | ------------------ | ------------------ |
| 2014               | Hawái (Estados Unidos) | Medalla de bronce  | Individual         |
| 2015               | Hawái (Estados Unidos) | Medalla de oro     | Individual         |
| 2016               | Hawái (Estados Unidos) | Medalla de oro     | Individual         |
| 2019               | Hawái (Estados Unidos) | Medalla de oro     | Individual         |
| Campeonato Europeo |                        |                    |                    |
| Año                | Lugar                  | Medalla            | Prueba             |
| 2014               | Fráncfort (Alemania)   | Medalla de bronce  | Individual         |
| 2015               | Fráncfort (Alemania)   | Medalla de oro     | Individual         |
| 2018               | Fráncfort (Alemania)   | Medalla de oro     | Individual         |
| 2019               | Fráncfort (Alemania)   | Medalla de oro     | Individual         |

| Campeonato Mundial | Campeonato Mundial             | Campeonato Mundial | Campeonato Mundial |
| Año                | Lugar                          | Medalla            | Prueba             |
| ------------------ | ------------------------------ | ------------------ | ------------------ |
| 2014               | Mont-Tremblant (Canadá)        | Medalla de plata   | Individual         |
| 2015               | Zell am See (Austria)          | Medalla de oro     | Individual         |
| 2018               | Nelson Mandela Bay (Sudáfrica) | Medalla de oro     | Individual         |
| Campeonato Europeo |                                |                    |                    |
| Año                | Lugar                          | Medalla            | Prueba             |
| 2013               | Wiesbaden (Alemania)           | Medalla de plata   | Individual         |